# Zingeronă
Zingerona, denumită și vanililacetonă, este un compus organic și unul dintre componenții principali din ghimbir, conferind gustul dulceag al ghimbirului gătit. Zingerona este un solid cristalin greu solubil în apă dar solubil în eter. Este similar ca structură chimică cu vanilina și eugenolul. Ghimbirul proaspăt nu conține zingeronă, dar prin procesare termică sau prin uscare are loc conversia gingerolului la zingeronă, printr-o reacție aldolică inversă.